# الأرشيف الأيرلندي الكويري

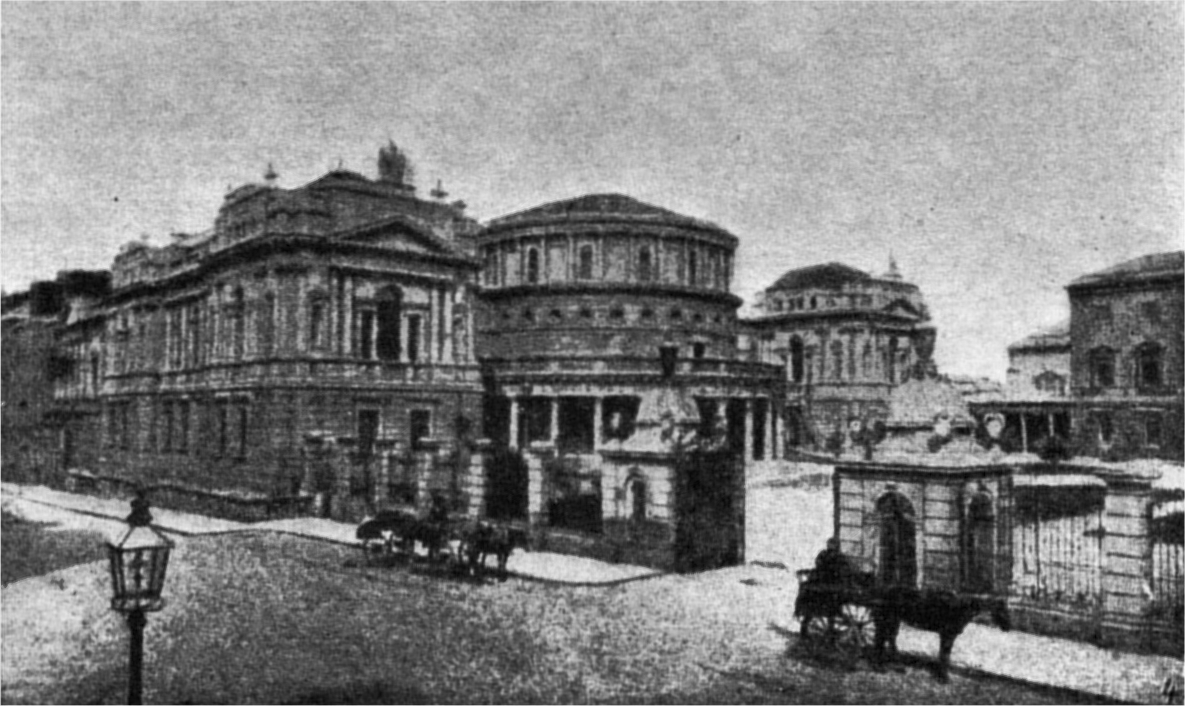

الأرشيف الأيرلندي الكويري (بالإنجليزية: Irish Queer Archive)‏ (بالأيرلندية: Cartlann Aerach hÉireann) هو عبارة عن مجموعة شاملة من المواد في أيرلندا المتعلقة بالمثلية، أدب المثلية والدراسات العامة الكويرية.
يحتوي الأرشيف على أشمل مجموعة من المواد في أيرلندا المتعلقة بالمثلية الجنسية بشكل خاص ودراسات المثليين بشكل عام. هناك حوالي ربع مليون قصاصات صحفية من أواخر الستينيات فصاعدًا، ومكتبة تضم عدة مئات من العناوين الدولية (الأقدم، وهو عنوان أمريكي، يرجع تاريخه إلى عام 1951)، ومجموعة كاملة من كل عنوان مثلي/ مثلية (للمنشورات والدوريات الفردية) المنشورة منذ عام 1974 في جزيرة أيرلندا، ومجموعة من المواد السمعية والبصرية والصور والشرائح، والنشرات، والملصقات، والشارات وغيرها. من بين الأوراق الخاصة والسجلات التنظيمية المحفوظة مسابقة ملكة جمال أيرلندا البديلة، نظرات، الفيدرالية الوطنية للمثليين، وحركة حقوق المثليين الأيرلنديين (بالإنجليزية: Irish Gay Rights Movement)‏، «غاي هيلث أكشن» (بالإنجليزية: Gay Health Action)‏، شبكة المساواة للمثليين والمثليات، المثليات ينتظمن معًا (بالإنجليزية: Lesbians Organising Together)‏، فخر دبلن، و أخبار مجتمع المثليين.
تم تقديم الأرشيف الأيرلندي الكويري - وهو مجموعة واسعة من المواد التي تقدم نظرة ثاقبة للتاريخ الاجتماعي والثقافي والسياسي لمجتمع الميم في سياق أيرلندي ودولي خلال النصف الأخير من القرن العشرين - في عام 2008 إلى المكتبة الوطنية لأيرلندا عقب قرار التبرع به من قبل الفيدرالية الوطنية للمثليين. الأرشيف الأيرلندي الكويري هو أرشيف حي ويستمر في قبول التبرعات والودائع.

## خلفية
بعد أعمال شغب ستونوول في عام 1969، عملت مجموعات المثليين والمثليات والناشطون الفرديون الأيرلنديون على توثيق تاريخهم؛ تاريخ يمس في النهاية كل جوانب حياة الأيرلنديين في القرن العشرين. تشهد السجلات المحفوظة جيدًا والتي لم يتم استكمالها بعد حقبة الحقوق المدنية المثليّة الناشئة والمثلي في أوائل سبعينيات القرن الماضي. حافظت منظمات مثل رابطة حقوق المثليين الأيرلنديين الشماليين (بالإنجليزية: Northern Irish Gay Rights Association)‏، وحركة حقوق المثليين الأيرلنديين (بالإنجليزية: Irish Gay Rights Movement)‏، الفيدرالية الوطنية للمثليين (بالإنجليزية: National LGBT Federation)‏ على تقليد الحفاظ على وثائقهم ببصيرة حادة، وغالبًا ما يكون ذلك على حساب كبير وبموارد بشرية محدودة.
باعتبارها واحدة من أكبر وأقدم منظمات المثليين المستمرة في العمل في أيرلندا، كانت الفيدرالية الوطنية للمثليين في طليعة الحفاظ على بعض وثائقها الأرشيفية. منذ أواخر سبعينيات القرن الماضي، اقتصر ذلك على خدمة قصاصات صحفية بدائية وبعض الأبحاث المحدودة التي قام بها، من بين آخرين، النشطاء إدموند لينش وديفيد نوريس وتوم ماكلين. مثل العديد من المنظمات، تمكنت الفيدرالية الوطنية للمثليين أيضًا من الحصول على اهتمامات وسجلات مجموعات أخرى أصغر وأكثر تخصصًا في كثير من الأحيان. أحد الأمثلة على ذلك هو أرشيف مجلة آوت (بالإنجليزية: Out)‏ الكامل، أول مجلة شهرية شهيرة للمثليين في أيرلندا (1984-1988). يشمل ذلك عادةً مخطوطات موثقة وأعمال فنية أصلية وملفات إدارية ومالية وصور فوتوغرافية ورسوم إيضاحية ونسخ ملفات.
منذ عام 1980 فصاعدًا، ساعدت مجموعة أكبر من الأشخاص في الفيدرالية الوطنية للمثليين في الحفاظ على المستندات والمقتطفات والحفاظ عليها. استفادت الفيدرالية الوطنية للمثليين من سنوات الاستحواذ من خلال التمسك بعدد كبير من العناوين الدولية التي كانت فائضة على متطلبات المؤسسة الدولية للمثليين والمثليات ومزدوجي التوجه الجنسي والمتحولين جنسيا وثنائيي الجنس عندما نقلت المؤسسة الدولية للمثليين والمثليات ومزدوجي التوجه الجنسي والمتحولين جنسيا وثنائيي الجنس (ILGA) أمانة المعلومات الخاصة بها من دبلن إلى ستوكهولم في عام 1982. وتشكل هذه المجموعة حجر الأساس للمحفوظات مكتبة العناوين الدولية التي يعود تاريخها إلى عام 1951.
وضعت مكتبة الأرشيف والمراجع على قاعدة أكثر تنظيماً في منتصف صيف عام 1997 عندما انتقلت الفيدرالية الوطنية للمثليين و أخبار مجتمع المثليين إلى مباني جديدة في سوث ويليام ستريت في دبلن. في تلك المرحلة، بدأ الناشط الحقوقي توني والش، إلى جانب المكتبيين ليندا فوري وبلانكيت كونروي، إعادة تنظيم منهجي لمقتنياتها. تم إنشاء مكتب عام محدود في وقت قصير، مما يسهل الباحثين والطلاب والمؤرخين، بالإضافة إلى خدمة احتياجات البحوث للصحفيين في أخبار مجتمع المثليين.
على الرغم من أنها واجهت صعوبات مالية في الأعوام التالية لإيجاد سكن مناسب للحفظ والتخزين، إلا أن الفيدرالية الوطنية للمثليين لم تضيع أي وقت في تعيين مجموعة من الأكاديميين والمؤرخين والكتاب للتركيز على استغلال المجموعات وتقديم اقتراحات لإقامة منزل آمن في المستقبل. تتألف مجموعة الأرشيف الأيرلندي الكويري هذه من الدكتور إيبهار والش، محاضر في اللغة الإنجليزية بكلية كورك الجامعية؛ الدكتورة ماري مكوليف والدكتورة كاثرين أودونيل، وكلاهما من الدراسات الجنسانية في كلية دبلن الجامعية. سوزان أوبراين، جوان مورفي، من أرشيف راديو وتلفزيون أيرلندا؛ أمينة المكتبة إليزابيث كيروان من المكتبة الوطنية الأيرلندية؛ وتوني والش، الرئيس السابق للفيدرالية الوطنية للمثليين والمحرر المؤسس لـأخبار مجتمع المثليين
إن المبادرات والمفاوضات الشاملة مع جيري لين (منذ تقاعده) من إدارة المخطوطات في المكتبة الوطنية في أيرلندا، قد أثمرت في النهاية عندما تم الاتفاق عليها في عام 2008 لنقل المجموعات إلى المكتبة الوطنية الأيرلندية. كان النقل التاريخي للأرشيف الأيرلندي الكويري إلى المكتبة الوطنية الأيرلندية رمزيًا بشكل كبير لأنه يشير إلى امتلاك واعتراف الدولة الأيرلندية لتراث المثليين. ومع ذلك، نظرًا لحجم الأرشيف، يجب القيام بالكثير من العمل في حفظ المجموعة بأكملها وفهرستها ورقمنتها في النهاية. توصف مقتنيات الأرشيف الأيرلندي الكويري التي تم الوصول إليها على أنها قائمة مجموعة المخطوطات رقم 151. يمكن الحصول على مزيد من المعلومات من موقع مكتبة أيرلندا الوطنية على الإنترنت: [www.nli.ie.]
تواصل مجموعة استشارية، مؤلفة من العديد من الأفراد المذكورين أعلاه، التركيز على الفرص المتاحة لمساعدة مكتبة أيرلندا الوطنية على استغلال مجموعتها. توجد تحديثات ثقافية منتظمة على صفحتها على موقع فيسبوك: [www.facebook.com/IrishQueerArchive] وعلى موقع إنستغرام.